# Стара породична кућа Аћимовића у Прогару
Стара породична кућа Аћимовића у Прогару, насељеном месту на територији градске општине Сурчин, подигнута је око 1830. године. Представља непокретно културно добро као споменик културе.
Кућа је подигнута за имућну прогарску земљорадничку породицу Аћимовић и састоји се од три просторије у низу и трема који се протеже целом дужином подужне дворишне фасаде. Зграда је зидана у набоју, покривена двосливним кровом с црепом, док је трем у дрвету изразито богато изрезбарен.
Овај тип куће с резбареним тремом, као најдекоративнија и занатски најсавршенија варијанта војвођанске сеоске куће, представља јединствену појаву на београдском подручју.
Кућа је порушена почетком 80-их година прошлог века.